# Johan Adolph Mecklin
Johan Adolph Mecklin (Miklin), född 22 maj 1761 i Linköpings församling, Östergötlands län, död 21 november 1803 i Sankt Olofs församling, Norrköping, Östergötlands län, var en svensk director musices, domkyrkoorganist, tonsättare och poet.

## Biografi
Mecklin föddes 22 maj 1761 i Linköping. Han var son till musikdirektören Johan Miklin och Charlotta Lundgren. Mecklin blev 1779 student vid Uppsala universitet och avlade 1788 filosofie kandidatexamen och 1788 filosofie doktorsexamen. Han var musikdirektör (director musices et cantus) vid Linköpings gymnasium och domkyrkoorganist i Linköping 1789–1802 och sedan rektor vid trivialskolan i Norrköping. Han blev 1802 rektor vid trivialskolan i Norrköping. Mecklin avled 21 november 1803 i Norrköping av en tärande sjukdom. Han begravdes 27 november samma år.
Han var tonsättare och poet. Mecklin invaldes den 15 februari 1800 som ledamot nr 190 av Kungliga Musikaliska Akademien.

## Verk
- Mecklin, Johan Adolph (1802). För begynnare i tonkonsten. Linköping: P. H. Groth. Libris 2413226

- Mecklin, Johan Adolph; Hinrich Philip Johnsen, Georg Joseph Vogler (1819). För begynnare i tonkonsten. Linköping: Petré Abrahamsson. Libris 2413227

- Mecklin, Johan Adolph; Olof Åhlström (1803). Vid Christina Maria Lindboms jordfästning, i Linköpings domkyrka, långfredagen, 1803.. Linköping: Groth och Petre. Libris 10280235

- Marsch för pipor och trummor. Eventuellt komponerad av Mecklins fader.[11]

### Piano
- Pianosonat i D-dur. Publicerad 1792 i Musikaliskt Tidsfördrif som nummer 25-26.[11]
- Pianosonat i Eb-dur. Publicerad 1795 i Musikaliskt Tidsfördrif som nummer 13-14.[11]
- Menuett i B-dur. Publicerad 1795 i Musikaliskt Tidsfördrif som nummer 13-14.[11]
- Menuett i Eb-dur. Publicerad 1795 i Musikaliskt Tidsfördrif som nummer 12.[11]
- Kadrilj i A-dur. Publicerad 1795 i Musikaliskt Tidsfördrif som nummer 12.[11]
- Kadrilj i D-dur. Publicerad 1795 i Musikaliskt Tidsfördrif som nummer 11.[11]
- Marsch i D-dur. Publicerad 1795 i Musikaliskt Tidsfördrif som nummer 11.[11]
- Två marscher.[11]

1. Marsch i C-dur
2. Marsch i C-dur

### Orgel
- Tempo gusto i c-moll.[11]